# Mola del Guirro
La Mola del Guirro és una muntanya de 526 metres que es troba al municipi de Vandellòs i l'Hospitalet de l'Infant, a la comarca catalana del Baix Camp.
Als mapes també apareix com a Mola de Jause de l'Isidro.